# Ōtākou

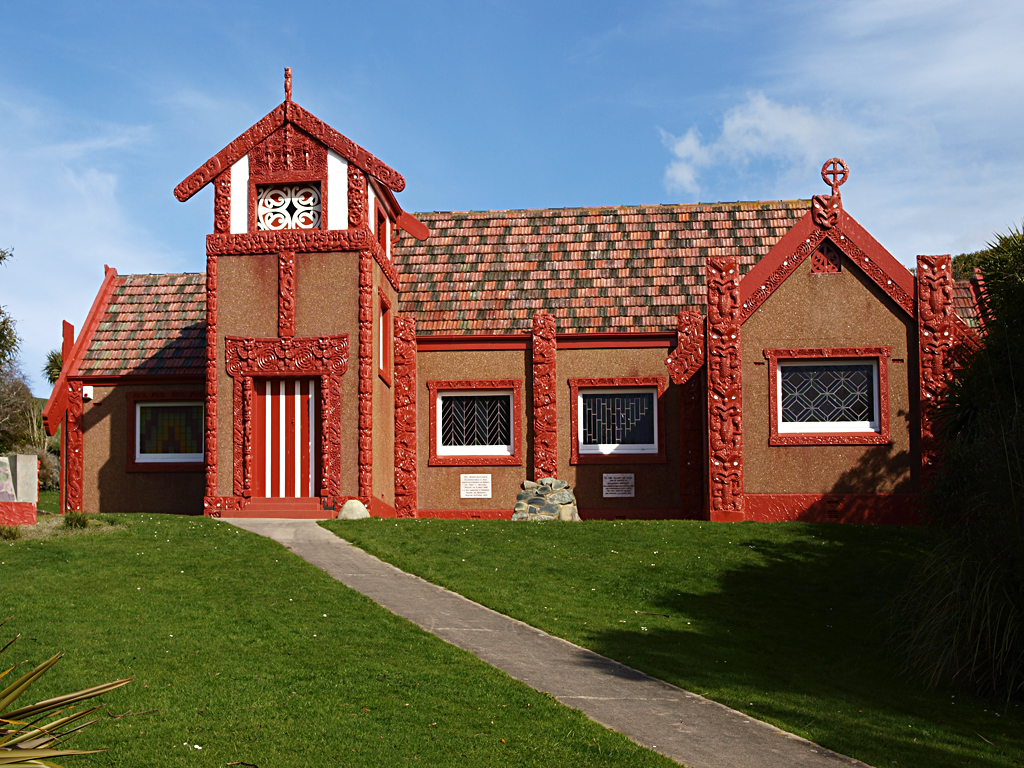
Māori-Kirche von Ōtākou, 1864 erbaut

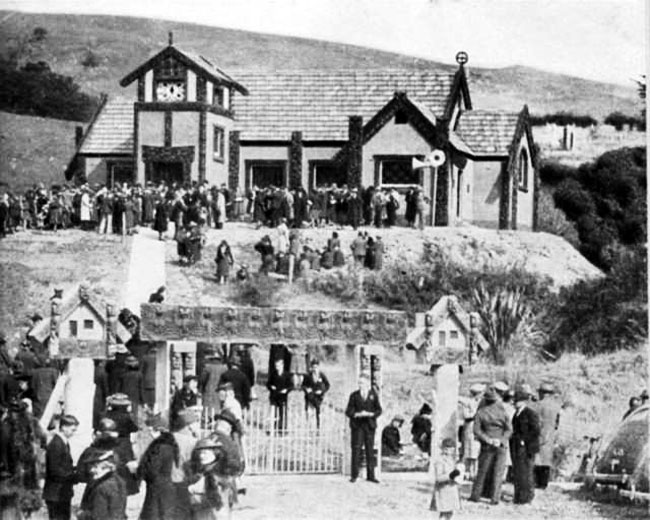
Kirche von Ōtākou, Festlichkeit im Jahr 1946

Ōtākou ist eine historische Māori-Siedlung im Stadtgebiet von Dunedin auf der Südinsel von Neuseeland.

## Namensherkunft
Der Name der Siedlung entstammt der Sprache der Māori und setzt sich zusammen aus den Begriffen „O“ für Ort und „takou“ für roter Ocker. Ocker bedeutet hier die rote Erdfarbe und so kann der Name mit „Ort der roten Erde“ übersetzt werden. Ōtākou war auch der Namensgeber für die Region Otago. Da das „k“ in der Sprache der Māori der Südinsel sich eher wie ein „g“ anhört, wurde von den europäischen Einwanderern daraus Otago gebildet.

## Geographie
Die Siedlung befindet sich rund 18 km ostnordöstlich des Stadtzentrums von Dunedin am Otago Harbour auf der Otago Peninsula. Der Eingang zu dem Naturhafen liegt rund 2 km nordöstlich der Siedlung und Taiaroa Head einen weiteren Kilometer entfernt.

## Geschichte
Der Robbenjäger John Boultbee war wohl der erste Europäer, der die Existenz von Māori-Siedlungen rund um den Otago Harbour in den 1820ern dokumentierte. 1831 folgten die Weller Brüder, die von Sydney kamen und am Ufer des Otago Harbour unweit der Siedlung Ōtākou eine Walfangstation eröffneten, die als Wellers Rock bekannt wurde.
Am 13. Juni 1840 wurde im Marae (Versammlungsort) der Ngai Tahu eine Kopie des vom Kapitän William Hobson gesandten und von Thomas Bunbury überbrachten Treaty of Waitangi unterzeichnet.
Im Juli 1844 kam der britische Bauingenieur und Landvermesser Frederick Tuckett zu den Ngai Tahu nach Ōtākou und kaufte am 31. Juli im Auftrage der New Zealand Company für 2400 £ 162 Hektar Land, den sogenannten Ōtākou Block, der auch die Siedlung Ōtākou einschloss, den Ngai Tahu ab und empfahl die Gegend um den Otago Harbour den schottischen Siedlern der Free Church of Scotland als geeignetes Siedlungsgebiet.
Mit der Ankunft der ersten schottischen Siedler im Jahr 1848 in Port Chalmers war der erste große Schritt zur organisierten Besiedlung rund um den Otago Harbour und darüber hinaus getan. Zu dieser Zeit war die Siedlung Ōtākou schon in den Karten der Siedler verzeichnet und wurde in der Abwandlung Otago zum Namensgeber für die ganze Region. Am 26. Dezember 1848 entschied der damalige Gouverneur der Kolonie Neuseeland, Sir George Edward Grey, schließlich den Wünschen der schottischen Siedler zu entsprechen und für das neu erschlossene Siedlungsgebiet, beginnend von der Küste über Dunedin bis ins Hinterland, den māorischen Namen Otago zu vergeben. Ignoranz oder Unwissenheit müssen wohl zu der Namensgebung geführt haben, denn die Māori nennen das gleiche Land in ihrer Sprache noch heute Araiteuru, benannt nach dem Arai Te Uru Waka von Hawaiki.
Die Siedlung Ōtākou besteht immer noch und hat ca. 50 Einwohner. In der kleinen Ansiedlung befindet sich auch heute noch die Māori-Kirche, die 1864 von Reverend Johann Friedrich Riemenschneider (1817–1866), einem deutschen Missionar, erbaut wurde, und ein Marae mit dem Whare Runanga (Versammlungshaus).